# جيمس كروز
جيمس كروز (بالإنجليزية: James Cruze)‏ مواليد 27 مارس 1884 في أوغدن - الوفاة 3 أغسطس 1942 في لوس أنجلوس، هو ممثل أمريكي.

## الأعمال
- ذا سنوبيرد
- آخر سلالة الموهيكيين

## روابط خارجية
- جيمس كروز على موقع IMDb (الإنجليزية)
- جيمس كروز على موقع الموسوعة البريطانية (الإنجليزية)
- جيمس كروز على موقع ألو سيني (الفرنسية)
- جيمس كروز على موقع أول موفي (الإنجليزية)
- جيمس كروز على موقع قاعدة بيانات الأفلام السويدية (السويدية)
- جيمس كروز على موقع إن إن دي بي (الإنجليزية)
- جيمس كروز على موقع قاعدة بيانات الفيلم (الإنجليزية)
- جيمس كروز على موقع كينوبويسك (الروسية)